# راندال كولو مواني
راندال كولو مواني (بالفرنسية: Randal Kolo Muani) (مواليد 5 ديسمبر 1998) لاعب كرة قدم فرنسي يلعب كمهاجم لصالح المنتخب الفرنسي ونادي يوفنتوس على سبيل الإعارة من نادي باريس سان جيرمان.

## روابط خارجية
- راندال كولو مواني على موقع الاتحاد الأوربي (الإنجليزية)
- راندال كولو مواني على موقع إي إس بي إن إف سي (الإنجليزية)
- راندال كولو مواني على موقع قاعدة بيانات كرة القدم.إي يو (الإنجليزية)
- راندال كولو مواني على موقع ليكيب (الفرنسية)
- راندال كولو مواني على موقع ناشيونال فوتبول تيمز (الإنجليزية)
- راندال كولو مواني على موقع Soccerbase.com (لاعب) (الإنجليزية)
- راندال كولو مواني على موقع Soccerway.com (الإنجليزية)
- راندال كولو مواني على موقع عالم كرة القدم.نت (الإنجليزية)
- راندال كولو مواني على موقع كووورة
- راندال كولو مواني على موقع اللجنة الأولمبية الدولية (الإنجليزية)